# Принсепия китайская
Принсепия китайская или плоскосемянник китайский (лат. Prinsepia sinensis) — вид кустарников семейства Розовые. Кормовое растение для гусениц для бабочек-монофагов голубянки ореас и голубянки Филипьева, занесённых в Красную книгу России.

## Ботаническое описание
Листопадный кустарник 1,5—3 м высоты, с длинными прутьевидными ветвями, на которых имеются направленные косо вверх прямые, реже — крючкообразно изогнутые колючки 0,6—2 см длины. В затенении отдельные ветви, опираются на соседние деревья, вытягиваются вверх до 5—6 м. Побеги, касаясь земли, могут укореняться и образуют отводки.
Кора светло-серая или буроватая, отслаивающаяся продольными полосками, на молодых побегах — тёмная, гладкая, покрытая слегка шелушащейся глянцевой кожицей.
Листья ланцетные или продолговато-яйцевидные, 5—8 см длины и 1,5—3 см ширины, цельнокрайные или слабогородчатые, на молодых побегах очередные, а на старых ветвях — в пучках, голые, сверху матово-зелёные, снизу — светлее и более глянцевые.
Цветки жёлтые, около 1,5 см в диаметре, с тонким ароматом, по 2—4 в пазушных пучках.
Плоды — шаровидные или яйцевидные ярко-красные костянки 1,5—2 cм в диаметре, с кисловато-сладкой мякотью, съедобные. Косточка плоская, 1—1,2 см длины, с характерной бороздчато-бугорчатой поверхностью. Цветет в мае, плоды созревают в конце августа.

## Распространение и экология
Произрастает на Дальнем Востоке: на юге Приморья (бассейны рек Артёмовка, Комаровка, Партизанская и Киевка), в Маньчжурии и Корее. 
В естественных условиях растёт одиночно или небольшими группами по берегам рек на плодородных и хорошо дренированных почвах, подстилаемых песчано-галечниковыми наносами.
Относительно зимостойка (выносит климат юга Амурской области, растёт и плодоносит в Екатеринбург). Светолюбива, но мирится с лёгким отенением.

## Значение и применение
Используется в декоративном садоводстве с 1896 года для озеленения и в живых изгородях.
Плоды пригодны в пищу свежими и для варенья, приготовления соков; для хранения сушатся. Размножается семенами; растет быстро. В культуре плодоносит с 3—4-летнего возраста, причём обильнее, чем в лесу. Скрещиванию с другими косточковыми розоцветными не поддаётся.

## Замечания по охране
Вид занесён в Красную Книгу России (категория статусов редкости и угрозы исчезновения 2 И — сокращающийся в численности, исчезающий (EN — Endangered) вид). Основными антропогенными лимитирующими факторами являются хозяйственное освоение территорий и лесные пожары. Охраняется в Уссурийском заповеднике, где встречается очень редко. В природе сеянцы вида встречаются очень редко, так как плоды и семена на почве быстро уничтожаются грызунами. Примерная численность сохранившихся в природе растений составляет 500—1000 экземпляров.

## Примечание
1. ↑  Глобальная информационная система по биоразнообразию (мн.) — 2001.
2. 1 2 3 4 5  Усенко, 1984, с. 128–129.
3. 1 2  Баркалов, 2008, с. 498.
4. 1 2 3  Воробьёв, 1968, с. 147.
5. ↑  Приказ Министерства природных ресурсов и экологии Российской Федерации от 23.05.2023 № 320 "Об утверждении Перечня объектов растительного мира, занесенных в Красную книгу Российской Федерации". — 2023.